# Гленторан
«Гленто́ран» (англ. Glentoran FC) — североирландский футбольный клуб из города Белфаст. Выступает в Премьер-лиге Северной Ирландии. 23-кратный чемпион Северной Ирландии, 20-кратный обладатель Кубка, 7-кратный обладатель Кубка лиги. Проводит домашние матчи на стадионе «Овал».
Вместе с «Линфилдом» составляет белфастскую «Большую двойку», доминирующую в национальном чемпионате уже полвека. По количеству всех основных титулов в Северной Ирландии (чемпионат, Кубок и Кубок лиги) первое место занимает «Линфилд», а второе — «Гленторан».

## История
Клуб был образован осенью 1882 года в результате слияния двух коллективов из восточного Белфаста: «Неттлфилда» и «Оукфилда». Название своё «Гленторан» получил по имени района, где располагался дом первого президента клуба, промышленника Виктора Коутса, который принял участие в объединении. В качестве цветов нового клуба были избраны зелёный, красный и чёрный: в форме такой расцветки играла дублинская крикетная команда, незадолго до этого побывавшая в Белфасте и восхитившая местную публику своим мастерством.
Официальной эмблемы у «Гленторана» очень долго не было. И только через несколько десятилетий крупная пивоварня Courage Brewery решила оказать клубу «спонсорскую помощь» и предоставила комплект нашивок и значков с изображёнными на них петухами. Петух издавна красовался на гербе Courage Brewery и прекрасно подошёл в качестве символа «Гленторана», так как одним из прозвищ белфастского клуба было «Cock and Hens» («Петух и курицы»).
Среди ранних успехов «Гленторана» клубные летописцы особо выделяют европейское турне 1914 года. Всего за пару месяцев до начала Первой мировой «Гленз» съездили на континент и завоевали Венский кубок, обыграв сборную австрийской столицы 2:1.
В конце двадцатых — начале тридцатых за клуб выступал Фред Робертс, лучший бомбардир в истории североирландской лиги, легенда клуба. В сезоне 1930/31 Робертс наколотил рекордные 96 мячей, из них 55 — в чемпионате. Тогда же в юношеской команде появится совсем молодой Пит Дохерти — будущий тренер сборной, четвертьфиналист чемпионата мира.
Самая яркая страница в еврокубковой истории клуба была написана в 1967 году, когда «Гленторан» в Кубке чемпионов пересёкся с могучей «Бенфикой». Разошлись, ко всеобщему потрясению, двумя ничьими — 1:1 в Белфасте (гости ещё и еле отыгрались, спасибо Эйсебио) и 0:0 в Лиссабоне. Североирландцы вылетели из-за меньшего количества гостевых мячей (став первой жертвой этого правила).
В середине 90-х, с появлением новых сильных конкурентов на футбольной карте Ольстера, положение стало ещё суровее. «Гленторан» кое-как сводил концы с концами за счёт воспитания местных талантов и последующей их продажи более богатым клубам с соседнего острова. Последним серьёзным успехом стало завоевание чемпионства 2009 года, вырванного буквально на зубах (81 очко против 80 у соседей).

## Дерби и ультрас
У «Гленторана» есть дерби, это матчи с клубом «Линфилд» (это противостояние называется Big Two Derby). 

## Достижения
- Премьер-лига
  - Победитель (23): 1894, 1897, 1905, 1912, 1913, 1921, 1925, 1931, 1951, 1953, 1964, 1967, 1968, 1970, 1972, 1977, 1981, 1988, 1992, 1999, 2003, 2005, 2009
- Кубок Северной Ирландии
  - Обладатель (22): 1914, 1917, 1921, 1932, 1933, 1935, 1951, 1966, 1973, 1983, 1985, 1986, 1987, 1988, 1990, 1996, 1998, 2000, 2001, 2004, 2013, 2015
- Суперкубок Северной Ирландии
  - Обладатель (2): 1992, 2015
- Кубка лиги
  - Обладатель (7): 1989, 1991, 2001, 2003, 2005, 2007, 2010
- Золотой кубок
  - Обладатель (15): 1917, 1942, 1951, 1960, 1962, 1966, 1977, 1978, 1983, 1987, 1992, 1995, 1999, 2000, 2001
- Кубок кубков
  - 1/4 (1): 1973/74
- Кубок/Лига чемпионов
  - 1/8 (2): 1977/78, 1981/82

## Статистика выступлений в еврокубках
Данные приведены по состоянию на 9.07.2021 года
| Турнир             | И  | В | Н  | П  | М      |
| ------------------ | -- | - | -- | -- | ------ |
| ЛЧ УЕФА            | 28 | 3 | 6  | 19 | 20-60  |
| Кубок кубков       | 22 | 3 | 6  | 13 | 18-46  |
| Кубок УЕФА/ЛЕ УЕФА | 40 | 3 | 8  | 29 | 25-101 |
| ЛК УЕФА            | 2  | 0 | 1  | 0  | 1-1    |
| Всего              | 92 | 9 | 20 | 61 | 63-207 |